# Walentkowy Potok
Walentkowy Potok (słow. Valentkov potok, Valentkový potok, niem. Valentins-Bach, węg. Walentko-patak, Bálint-patak) – potok w słowackich Tatrach Wysokich, prawy dopływ Cichej Wody (Tichý potok). Wypływa w środkowej części Doliny Walentkowej (Valentkova dolina) i uchodzi do Cichej Wody na wysokości 1390 m. Spływa początkowo w kierunku zachodnim, przed ujściem skręcając na południowy zachód. Przekracza go drewnianą kładką szlak turystyczny wiodący dnem Doliny Cichej Liptowskiej (Tichá dolina) na Zawory (Závory). Jest to najwyżej położony z 4 potoków, które szlak ten przekracza w Dolinie Wierchcichej.